# Rovasenda
Rovasenda – miejscowość i gmina we Włoszech, w regionie Piemont, w prowincji Vercelli.
Według danych na rok 2004 gminę zamieszkiwało 1010 osób, 34,8 os./km².